# Goleba punctata
Goleba punctata är en spindelart som först beskrevs av Peckham, Peckham, Wheeler 1888 [1889.  Goleba punctata ingår i släktet Goleba och familjen hoppspindlar. Inga underarter finns listade i Catalogue of Life.